# Sbagliare sognare
Sbagliare sognare è il quinto album della band vicentina Lost, pubblicato il 24 maggio 2024 da Indiebox Music.

## Tracce
1. Sbagliare sognare – 0:44
2. Siamo persi – 3:10
3. Atlantide – 2:37
4. Sottosopra (feat. Jack Out) – 2:50
5. La nostra rivoluzione – 3:14
6. Fuori posto – 3:08
7. Non c’è nessuno – 2:41
8. Pillole – 2:49
9. Attacchi di panico (feat. Millefiori) – 2:43
10. Io non sono come te – 2:27
11. Come ogni venerdì (feat. dARI) – 3:25
12. Noi – 2:35

Durata totale: 32:23